# خانه امیر ارشد

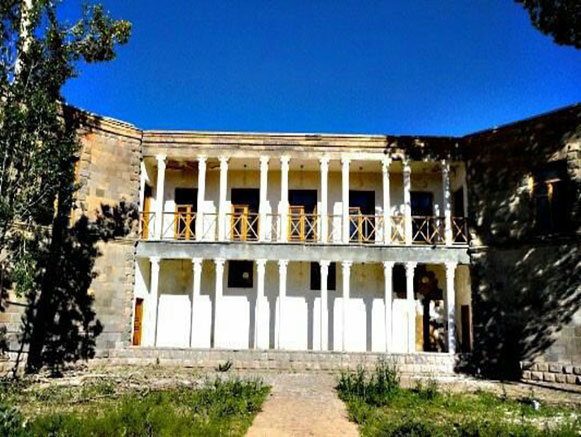

خانه امیر ارشد مربوط به دوره قاجار است و در شهرستان ورزقان، روستای اوخارا (آبخواره) واقع شده و این اثر در تاریخ ۱ آذر ۱۳۷۸ با شمارهٔ ثبت ۲۵۲۲ به‌عنوان یکی از آثار ملی ایران به ثبت رسیده است.
این بنا با بهره‌ مندی از شیوه معماری تاریخی منطقه و سبک ویژه ابنیه قاجاری طراحی و ساخته شده است. این ساختمان سنگی که به «داش عمارت» مشهور است، کاخ امیر ارشد قراجه داغی بوده و از بناهای زیبا و منحصر به فرد شهرستان ورزقان بشمار می رود. خانه تاریخی امیر ارشد نماد شجاعت مردم ورزقان است.